# Partido Nacionalsocialista Australiano
El Partido Nacionalsocialista Australiano ( ANSP ) fue un partido neonazi australiano menor que se formó en 1962. Se fusionó con el Partido Nacionalsocialista de Australia , que originalmente era un grupo escindido, en 1968.

## Formación
El Partido Nacional Socialista Australiano fue creado en 1962 por el estudiante de física de la Universidad de Adelaida, Ted Cawthron, y el trabajador del consejo de Sídney, Don Lindsay. Eran vigorosamente anticomunistas y abogaban por la perpetuación de la política de la Australia Blanca , un enfoque defensivo de Asia y la anexión total de Nueva Guinea.
El partido estaba formado en su totalidad por Cawthron y Lindsay hasta que en julio de 1963 se les unió Arthur Smith, conocido por su antisemitismo exterior y sus tácticas agresivas.Fue una figura prominente en el Partido Nacionalista de los Trabajadores de Australia, un intento de continuación del "Partido Australiano" fundado en septiembre de 1955 por el periodista de derecha Frank Browne y disuelto en septiembre de 1957. El partido de Browne nunca tuvo seguidores serios. aunque el partido recibió cierta atención de los medios y, en general, defendió posiciones de extrema derecha.
Smith fue el primer líder del partido, que logró aumentar ligeramente la membresía al fusionarse con una serie de otros grupos heterogéneos de supremacistas blancos en Melbourne.En 1964, un pequeño grupo victoriano, el Partido Nacional del Renacimiento de Australia, se incorporó al ANSP. Su composición total se mantuvo muy pequeño, a pesar de que recibió publicidad sustancial de un informe de la Broadcasting Corporation de Australia 's de cuatro esquinas , que transmitió las actas de una reunión general y surgió la necesidad de nacionalsocialismo a ser prohibido.

## Disminución
La sede de la ANSP fue allanada por la policía el 26 de junio de 1964, durante el cual Smith y otros cuatro miembros del partido fueron arrestados. Los cinco fueron acusados de una variedad de delitos, y Smith fue declarado culpable de posesión de armas de fuego y explosivos sin licencia y posesión de bienes robados; cumplió una pena de cárcel de seis meses. Mientras Smith estuvo encarcelado, Robert Pope, que había dirigido el Partido Nacional del Renacimiento de Australia, se convirtió en líder interino, pero la membresía del partido se había derrumbado tras la redada. El fiscal general Billy Snedden dijo al parlamento que el partido estaba bajo vigilancia y que probablemente tenía menos de 100 miembros. Pope hizo expulsar a Smith del partido mientras estaba en prisión y, a finales de 1964, el partido estaba prácticamente moribundo.
A lo largo de 1965, Smith se dedicó a relanzar el ANSP. A principios de 1966, Smith atrajo la atención de los medios cuando se derrumbó mientras hablaba en el Domain . Varias manifestaciones poco frecuentadas se llevaron a cabo en apoyo de la guerra de Vietnam . El partido entró nuevamente en remisión cuando Smith regresó a su Tasmania natal , pero resurgió en junio de 1967 con manifestaciones anticomunistas y antisemitas. En este punto, Cawthron y varios otros desertores formaron el Partido Nacionalsocialista de Australia (NSPA), que rechazó el radicalismo del ANSP.
En mayo de 1968, Smith renunció al partido y se retiró de la política, dejando el liderazgo a Eric Wenberg, militante y militante del partido desde hace mucho tiempo. Wenberg hizo propuestas a Cawthron y la ANSP se fusionó con la NSPA.